# Râul Raherna
Râul Raherna este curs de apă, unul din cele două brațe care formează Fântâna Albă

## Hărți
- Harta județul Brașov
- Harta munții Perșani  Arhivat în 13 iunie 2008, la Wayback Machine.